# Lente explosiva

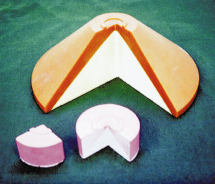
Moderno lentes superiores explosivos. Las áreas coloreadas son el explosivo rápido, mientras que las áreas blancas son los explosivos lentos.

En un arma nuclear del tipo implosion, lentes poligonales son ordenados alrededor del núcleo esférico de la bomba. Treinta y dos "puntos" son mostrados. Otros diseños utilizan tantos como hasta muchos cuando 96 o cuando menos dos de tales puntos.

Una lente explosiva—cuando utilizado, por ejemplo, en las armas nucleares—es una carga explosiva conformada, altamente especializada. En general,  es un dispositivo compuesto de varios cargas explosivas. Estas cargas está ordenadas y formadas con la intención de controlar el aspecto de la onda de la detonación que pasen a través de ellos. La lente explosiva es conceptualmente similar a una lente óptica, la cual centra ondas ligeras.  Las cargas que componen a la lente explosiva son seleccionadas para tener diferentes tiempos de detonación. En orden de convertir una ola frontal esférica expansiva en esférica convergente usando solo una simple frontera entre los explosivos constituyentes, la forma de la frontera debe ser un hiperboloide; de modo similar, para convertir un frente esférico divergente en uno plano, la frontera tiene que ser un paraboloide, etc. Varias fronteras pueden ser empleadas para reducir aberraciones (desviaciones de forma pretendida) de la ola frontal final.

## Uso en armas nucleares
En un arma nuclear, una variedad de lentes explosivos suelen ser cambiados a muchos aproximadamente olas esféricas divergentes en una simple espferica convergente. La ola convergente es utilizada entonces para colapsar los variados revestimientos (manija, reflector, propulsor, etc.) y finalmente comprime el núcleo (foso) de material fisionable a un estado puntual crítico. Son usualmente mecanizadas de un plásticos explosivos depositados y de un inserto inerte llamado un moldeador ondulatorio, el cual es a menudo una espuma densa o plástico, aunque muchos otros materiales pueden ser utilizados. Otro, principalmente lentes explosivo más viejos incluye un moldeador ondulatorio, pero emplea dos tipos de explosivo que tienen significativamente velocidades diferentes de detonación (VoD), las cuales están en la gama de 5 a 9 km/s. El uso de explosivos de  baja y alta  velocidad otra vez resultada en una onda de detonación convergente  esférica  para comprimir el paquete físico. El  artilugo dispositivo original utilizado en la Prueba Trinidad (Trinity Test) y el Hombre Gordo (Fat Man)  dejados caer sobre Nagasaki empleo Baratol como un explosivo VoD bajo,  y una Composición B como la rápida, pero otras combinaciones pueden ser utilizadas.

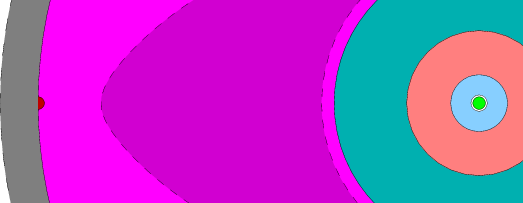
Sección cruzada del dispositivo "Trinity". Los explosivos altos y lentos alternos (en morado) son los lentes explosivos que fuerza al núcleo esférico a comprimirse a puntual criticality.

Una serie de experimentos fueron realizados en 1944 y 1945 durante el Proyecto de Manhattan para desarrollar los lentes para una implosión satisfactoria. Una de las pruebas más importantes fueron la serie de los Experimentos RaLa.
Inicialmente, un ensamble de "punto" 32 fue empleada (cada una de las cuales tuvo un par de detonadores cableados de puente detonadores).
Más tarde, un ensamble de "punto" 96  fue probada, con el objetivo de obtener un ensamble más pequeño con rendimiento mejorado.
Finalmente, con el éxito del dispositivo de Cisne, un ensamble a  dos "puntos" fue factible. El Cisne utilizó un sistema de lentes de aire" en adición a cargas ordenadas y se convirtió en  la base de todo diseños sucesivos de los EE.UU., igualmente nucleares y termonucleares, y destacó por su pequeño tamaño, peso ligero, y una excepcional fiabilidad y seguridad, así como el uso de la menor cantidad de materiales estratégicos de cualquier diseño.